# Power Glove

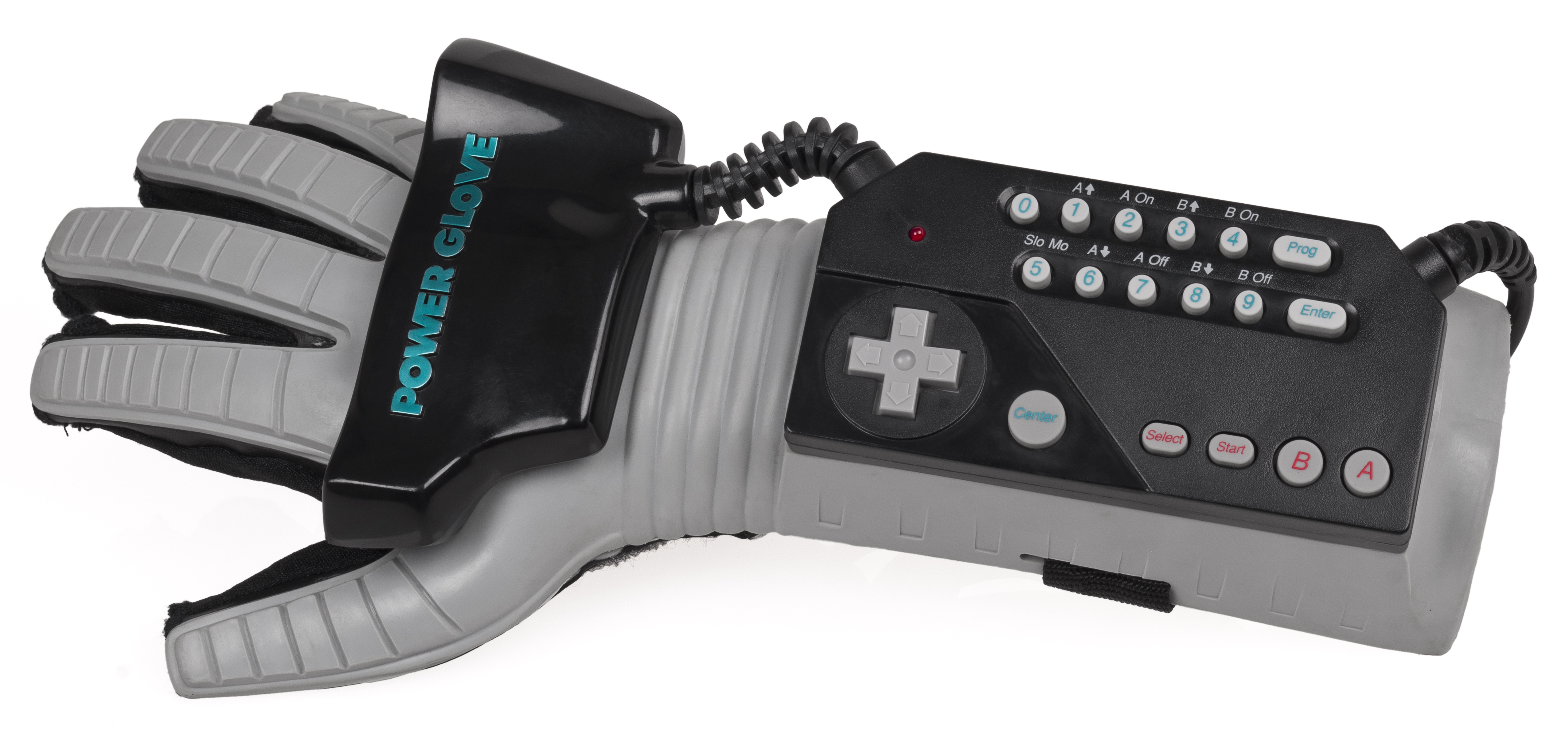
Mando para video juegos "Power Glove", creado por Mattel, para juegos de tercera generación de la NES.

Power Glove es un mando de accesorios para Nintendo Entertainment System. Hecho por Mattel, y el primer mando de interfaz periférica para recrear movimientos de mano humanos sobre una pantalla de televisión o computadora en tiempo real. El Power Glove no era muy popular y fue criticado por su imprecisión y dificultad para los controles de uso. El año de lanzamiento fue en 1989. 

## Recepción
El Power Glove vendió alrededor de un millón de unidades. Sus ventas brutas ascendieron a $88 millones de dólares.
Los juegos que eran especialmente hechos para el Power Glove se vendieron poco y el Power Glove fue un fracaso crítico y comercial.
El editor Craig Harris de IGN clasificó al Power Glove como el séptimo peor mando de videojuegos.

## Características Técnicas
Usa la tecnología DataGlove, esta tiene incorporada las técnicas de medición de flexibilidad de los dedos mediante sensores ópticos de flexión. Estos sensores se encargan de medir la flexión de los dedos, lo que permite que se almacene la información de la flexión del dedo, convirtiendo así la señal analógica en bits mediante un microprocesador. También incorpora dentro del guante un par de transmisores ultrasónicos para medir la distancia y el seguimiento de las posiciones de las manos.
Alrededor de la televisión se instalan tres micrófonos ultrasónicos receptores. Los transmisores ultrasónicos del guante transmiten ráfagas de sonidos a los micrófonos ultrasónicos de la televisión para calcular cuánto tarda el sonido en llegar a estos micrófonos. De esta manera se calcula la triangulación para determinar la ubicación x, y, z de los transmisores del guante, así de esta forma se calcularía el movimiento que realizamos de la mano.
En el antebrazo dispone de los mismos botones tradicionales que el mando de la NES, además cuenta con unos botones programables y numéricos del 0 al 9. El usuario deberá presionar estos botones para ingresar los distintos comandos o configuraciones como las velocidades de los disparos en los botones A y B. Se va alternando tanto el mando incorporado en el guante como el movimiento del guante para realizar distintos tipos de controles y movimientos. 
Se conecta a la NES mediante cable conectándolo al puerto controlador que disponía la consola. Dispone de un manual de instrucciones en el cual se especificaba tanto la instalación como la programación del guante para los distintos videojuegos.

## Ejemplos de juegos
- Super Glove Ball (1990)

- Bad Street Brawler (1989)

- Punch-Out!! (NES)

- Rad Racer

- Contra (1987)

- The Legend of Zelda (1986)